# 恋の汽車ポッポ
「恋の汽車ポッポ」（こいのきしゃポッポ）は、1971年12月10日に発売された大瀧詠一通算1作目のシングル。

## 解説
<恋の汽車ポッポ>、<それはぼくじゃないよ>とも後にファースト・ソロ・アルバム『大瀧詠一』にも収録されたが、収録に際し追加レコーディングなどが行われているため、両曲ともシングル・ヴァージョンはオリジナル・アルバム未収録。その後両曲とも、はっぴいえんどのシングルを集めたベスト・アルバム『SINGLES』に収録されたほか、『大瀧詠一』が大瀧自身のライナーノーツ付きでCD化された際にボーナス・トラックで収録された。また、アナログ・シングルの復刻盤が『ベルウッド 7インチボックス』に収められた。
細野晴臣が南正人のレコーディングで知り合ったミキサー吉野金次をエンジニアに迎えて、“はっぴいえんど”のセカンド・アルバム『風街ろまん』のレコーディングは1971年8月22日からモウリ・スタジオで改めて行われることになったが、その時点で既に大瀧詠一は<春らんまん>と<颱風>を残すのみで、既に自身の楽曲をほとんど仕上げていた。一方、<夏なんです>などの細野作品には全く参加していなかったので、スタジオでは一人暇になる時間が多くなった。その結果、『風街ろまん』のキングレコードからのリリースを目論んで、スタジオに日参していたディレクター三浦光紀との無駄話が増えていった。
レコード会社であると同時に原盤制作会社でもあったURCから原盤供給という形でシングル<12月の雨の日 / はいからはくち>がキングから発売され、続いてアルバムも発売したいということで『風街ろまん』のレコーディングは当初、キング・スタジオで始まった。しかし、はっぴいえんどはどうしてもURCが譲れないとなり、そこでキングとURCは“ソロならばキングから出してもいい”という新たなアイディアを持ち出され、当時スタジオで一番暇だった大瀧からソロ・アルバムを出そうということが決まったという。そして、その後には細野、鈴木茂という順番が予定されていたともいう。
もともと“アルバム”とは、シングルをブックしたものが最初で、それが写真のアルバムのように見えることから“アルバム”となった等という話をしていたことから、大瀧は自分が作るならシングル盤6枚を出してそれを集めて『オムニバス』というタイトルで“アルバム”にしたいと話していたという。そして“シングル盤6枚構想”の第一弾、つまりソロ・シングル第一作目は、『風街ろまん』のレコーディング中にモウリ・スタジオで三浦・岩井宏に聴かせていた、自宅録音によるデモテープの<MANSION ON A HILL>（仮題）と<それはぼくじゃないよ>だった。
<それはぼくじゃないよ>は、『風街ろまん』が最終ミックスを残すだけとなっていた10月1日、大瀧による12弦ギター1本が録音され、次にドラム、そしてベースと自身による多重録音が行われ、『風街ろまん』のミックス・ダウンとマスタリングを挟んで10月9日に駒沢裕城のスティール・ギターと池田光夫のバンドネオンのダビングを経てレコーディングされた。ただ、松本隆による歌詞が出来上がってきたのがヴォーカル・レコーディング用に用意したスタジオ時間のぎりぎりで時間がなく、譜割りの吟味が全く出来ずに急いで歌わざるを得なくなってしまったため、歌詞とメロディーがしっくりこないところが数箇所あるという。この曲がソロ・デビューだったことから、アレンジャーには<アイウエオの歌>をライブで歌った、大瀧のステージ・デビューの時につけられたニックネーム“ちぇるしい”が使われている。
アルバム『大瀧詠一』収録に際しベースを差し替え、ドラムもリフを追加、シングル・ヴァージョンでは時間がなく未消化に終わったヴォーカルがリテイクされたアルバム・ヴァージョンになり、タイトルが<それはぼくぢゃないよ>に変更されている。大瀧はここで聴かれるヴォーカルが生涯でのベスト・ヴォーカルではないかと思うとし、また、シングルではハーモニーをセンターに配置して主旋律とのバランスを6対4ぐらいにしているが、アルバム・ヴァージョンでは左45度に置いてほぼメロディーと対等なバランスにして、どちらかといえばハーモニーを聴かせるヴァージョンになっているという。
10月9日に録音された<恋の汽車ポッポ>は、もともとデモテープに収録されていた<伊呂波>という、“イロハ”から“エヒモセス・ン”までを歌った曲だったが、それ聴いた松本に「そんなんじゃ売れないヨ」と言い切られてしまい、「どうせシングル出すんなら売れなきゃ」という松本の発言は驚きと共に新鮮でもあったという。「どういうものが“売れる”モンなのサ?」ということであがってきたのが<恋の汽車ポッポ>の歌詞だったが、大瀧自身はこれが果たして“売れる”ものかどうなのかは全くわからなかったという。その一方で丁度キャロル・キングとの“再会”の時期だったので、これを<ロコモーション>のパロディーにしようと思いつき、青梅鉄道公園の蒸気機関車5540上に大瀧が乗ったジャケット写真が撮影された。
しかし、<伊呂波>のサウンドはCCR調の軽いロックンロールで、ポップスを意識したものではなかったという。そこでシャレ心を表すために“ドラム：細野、ベース：大瀧”で、リトル・エヴァ（Little Eva）<ロコ・モーション（The Loco-Motion）>と同じスネア・フレーズで始まるこの曲は“ドラマー・細野”の誕生でもあるという。作曲はアルバム『風街ろまん』収録の「はいから・びゅーちふる」で登場していた“多羅尾伴内”がクレジットされているが、この時期グループ内では別名ブームが起き、細野が“宇野主水”、鈴木茂が“ほしいも小僧”を名乗り、『風街ろまん』で唯一別名を持っていなかった松本がここで初めて“江戸門弾鉄”という名前を考え、クレジットされた。さらに大瀧はベースで“南部半九郎”なる別名も使用している。この曲を、はっぴいえんどのメンバーでレコーディングした理由について大瀧は「あくまでもこの時点では大瀧のソロは“グループ内ソロ”で、順番が最初なだけだと通知されていたからです。グループを飛び出して完全にソロになるつもりなら、当時良いメンバーが他にいなかったとはいえ、あえてグループのメンバーを使ったりはしませんでした」としている。
この曲も『大瀧詠一』に収録されたが、アルバム・ヴァージョンは60'sポップスの衣を着せようということで“シンガーズ・スリー”を60'sガール・グループに仕立て上げ当時の“お囃子言葉”を片っ端から言わせるという、大瀧曰くお得意の“お囃子ポップス”第一号として、歌詞は松本のオリジナルに、更に大瀧が当時のヒット・ポップスのタイトルを追加した、これまたお得意という“折込みポップス”となっている。さらに、シングル・ヴァージョンにはないエンディングの大瀧のドラムとバス・ヴォイスが追加され、タイトルも<恋の汽車ポッポ第二部>となっている。
シングルはA面がモノラル・ミックス、B面がステレオ・ミックス。ジャケットは両面とも大瀧の直筆。

## 収録曲

### SIDE A
1. 恋の汽車ポッポ  –  (2'13") *MONO
©1971 ART MUSIC.

### SIDE B
1. それはぼくじゃないよ  –  (3'14") *STERO
©1971 ART MUSIC.

## クレジット
| “恋の汽車ポッポ” |
| --- |
| - WORDS 江戸門弾鉄, MUSIC and ARRANGE- - MENT 多羅尾伴内, VOCALS and ELECTRIC GUI- - TAR 大瀧詠一, ELECTRIC GUITARS ほしいも小僧 - BASS 南部半九郎, DRUMS 宇野主水, HAND- - CLAPPING モーリスタジオ オールスターズ and 三浦, - 中川, 尾形, 登白 - DEDICATED TO NEIL SEDAKA and LITTLE EVA |
| |
| “それはぼくじゃないよ” |
| - LYRIC 松本隆, MUSIC, VOCALS and 12th- - ST. GUITAR 大瀧詠一, ARRANGEMENT ちぇるしい - BASS 南部半九郎, DRUMS イーハトーヴ田五三九, - PEDAL STEEL 駒沢裕城, BAND-NEON - 池田光夫 |
| |
| -ENGINEER- |
| 吉野金次 |
| RECORDED AT MOURI STUDIO, MEGURO |
| ART DIRECTION 多羅尾伴内 |
| PHOTOGRAPHY : おおくぼひさこ |
| PRODUCED BY |
| ART MUSIC PUB, and 大瀧詠一 |
| MY SPECIAL THANKS TO |
| 野地, 高田, 岩井, 尾形, 石浦, GG |

## リリース日一覧
| 地域 | タイトル                              | リリース日     | レーベル                           | 規格               | カタログ番号 | 備考 |
| ---- | ------------------------------------- | -------------- | ---------------------------------- | ------------------ | ------------ | --- |
| 日本 | 恋の汽車ポッポ / それはぼくじゃないよ | 1971年12月10日 | KING                               | 7"シングルレコード | BS-1465      | |
| 日本 | 恋の汽車ポッポ / それはぼくじゃないよ | 2000年3月18日  | Miracle Music ⁄ ULTRA DISTRIBUTION | 7"シングルレコード | MM-7001~10   | 『ベルウッド 7インチボックス』の一枚。レーベルはキングのものが使われているが、レコード袋はベルウッドのものとなっている。 |
| 日本 | 恋の汽車ポッポ / それはぼくじゃないよ | 2017年7月19日  | FUJI                               | 7"シングルレコード | FJEP1001     | ベルウッド・レコード設立45周年記念 7インチ復刻シリーズ（第一弾）の一枚。                                                 |